# رافاييل غونزاليس (مبارز بالسيف)
رافاييل غونزاليس (بالإسبانية: Rafael González)‏ هو مبارز بالسيف أرجنتيني، ولد في 29 أبريل 1920 في تشاسكوموس ‏ في الأرجنتين، وتوفي في 21 أغسطس 2007.

## وصلات خارجية
- رافاييل غونزاليس على موقع أوليمبيديا (الإنجليزية)